# Ochrona anodowa

Zasada anodowej ochrony elektrolitycznej ścian zbiornika (prąd z zewnętrznego źródła pasywuje fragmenty powierzchni w miejscach nieszczelności powłoki)

Nieszczelność szlachetnej powłoki ochronnej w przypadku, gdy stop ulega pasywacji

Nieszczelność szlachetnej powłoki ochronnej jako przyczyna wżeru, w przypadku, gdy nie dochodzi do pasywacji

Ochrona anodowa — jedna z metod ochrony metali przed korozją elektrochemiczną, polegająca na połączeniu wszystkich elementów chronionej konstrukcji w jeden zamknięty obwód elektryczny, w którym chroniony metal jest anodą. Na jego powierzchni zachodzą reakcje utleniania, które prowadzą do wytworzenia produktów stałych w formie zwartych warstw nalotowych, np. warstw tlenków, dobrze przylegających do powierzchni metalu i nietworzących roztworów stałych z metalem i z utleniaczem. Dzięki temu korozja zostaje zahamowana (pasywacja).
Do anodowej polaryzacji chronionego metalu doprowadza się:
- stosując zewnętrzne źródła napięcia (ochrona elektrolityczna)
- zapewniając kontakt z metalem, który w środowisku korozji ma wyższy potencjał, czyli jest bardziej szlachetny (ochrona galwaniczna)

W przeciwieństwie do elektrolitycznej ochrony katodowej analogiczna ochrona anodowa jest stosowana rzadko, przede wszystkim do ochrony aparatury chemicznej w środowisku silnie utleniającym, np. w stężonym kwasie siarkowym.
Anodowa polaryzacja chronionego metalu może zachodzić bez stosowania zewnętrznego źródła napięcia.  Występuje np. w sytuacjach, gdy metal chroniony jest pokrywany warstwą metalu bardziej szlachetnego (katoda), np. gdy stal jest pokrywana miedzią, niklem, chromem, ołowiem, cyną, srebrem. Metaliczne powłoki ochronne z tych metali są nazywane powłokami izolującymi. Zapewniają skuteczną ochronę metali nieulegających pasywacji tylko wtedy, gdy są całkowicie szczelne, są to jednak tzw. „powłoki niebezpieczne”. Po ich niewielkim uszkodzeniu jest odsłaniany fragment powierzchni metalu chronionego, który staje się anodą groźnego ogniwa korozyjnego. Kontakt małej anody (np. stali węglowej) z dużą powierzchnią katody (np. powłoka niklowa) sprawia, że gęstość prądu anodowego jest bardzo duża, co odpowiada dużej szybkości korozji lokalnej (korozja wżerowa).
Katodowa powłoka metaliczna zapewnia skuteczną ochronę galwaniczną wtedy, gdy na odsłoniętym fragmencie powierzchni chronionego metalu powstaje szczelna warstwa stałych produktów anodowej reakcji utleniania. Taka warstwa może powstać na stali, jeżeli zawiera ona takie dodatki stopowe, jak np. chrom i nikiel (ochrona anodowa galwaniczna stali kwasoodpornej).